# Liste der Biografien/Dao
Liste der Biografien |
Portal Biografien |
Personensuche
# |
A |
B |
C |
D |
E |
F |
G |
H |
I |
J |
K |
L |
M |
N |
O |
P |
Q |
R |
S |
T |
U |
V |
W |
X |
Y |
Z |
?
 
Da |
Db |
Dc |
Dd |
De |
Dg |
Dh |
Di |
Dj |
Dk |
Dl |
Dm |
Dn |
Do |
Dq |
Dr |
Ds |
Du |
Dv |
Dw |
Dy |
Dz
 
Daa |
Dab |
Dac |
Dad |
Dae |
Daf |
Dag |
Dah |
Dai |
Daj |
Dak |
Dal |
Dam |
Dan |
Dao |
Dap |
Daq |
Dar |
Das |
Dat |
Dau |
Dav |
Daw |
Dax |
Day |
Daz
Die Liste der Biografien führt alle Personen auf, die in der deutschsprachigen Wikipedia einen Artikel haben. Dieses ist eine Teilliste mit 47 Einträgen von Personen, deren Namen mit den Buchstaben „Dao“ beginnt.

## Dao
- Dao († 520 v. Chr.), König der chinesischen Zhou-Dynastie und der östlichen Zhou
- Dao Bandon (* 1947), thailändischer Sänger
- Đào Duy Anh (1904–1988), vietnamesischer Historiker und Journalist
- Đào Thiên Hải (* 1978), vietnamesischer Schachspieler
- Dao, Fanta (* 1973), malische Sprinterin
- Dao, Joseph (1936–2011), malischer Geistlicher; römisch-katholischer Bischof von Kayes
- Đào, Mạnh Thắng (* 1989), vietnamesischer Badmintonspieler
- Dao, Mansur, libyscher Politiker
- Đào, Ngọc Dung (* 1962), vietnamesischer Politiker
- Dao, Nguyen Thien (1940–2015), französischer Komponist vietnamesischer Familienherkunft
- Đào, Văn Tiến (1920–1995), vietnamesischer Mammaloge und Herpetologe

### Daoc
- Daochai, Predee (* 1958), thailändischer Bankmanager und Politiker
- Daochos I., Tagos des thessalischen Bundes
- Daochos II., thessalischer Gefolgsmann Philipps II. von Makedonien

### Daoe
- Daoe, Jennita (* 1995), nauruische Leichtathletin und Behindertensportlerin

### Daog
- Daoguang (1782–1850), Kaiser von China

### Daol
- Daolio, Roberto (1948–2013), italienischer Kurator für zeitgenössische Kunst, Kunstkritiker und Professor für kulturelle Anthropologie
- Daolio, Serena (* 1972), italienische Sopranistin

### Daor
- Daorung Chuvatana (* 1969), thailändischer Boxer

### Daou
- Daou, Raimane (* 2004), komorisch-französischer Fußballspieler
- Daoud Abdullah, Mohamed (* 1993), saudischer Sprinter
- Daoud ibn al-Adid, Person des ismailitischen schiitischen Islam
- Daoud Soumain († 2008), Militärführer im Tschad
- Daoud, Abu (1937–2010), palästinensischer Drahtzieher des Olympia-Attentats 1972
- Daoud, Ali Mohamed (* 1950), dschibutischer Politiker
- Daoud, Farid (* 1989), algerischer Fußballspieler
- Daoud, Hasna Barkat, dschibutische Politikerin
- Daoud, Ignatius Moussa I. (1930–2012), syrischer Geistlicher, Präfekt der Kongregation für die orientalischen Kirchen, Kardinal
- Daoud, Kamel (* 1970), algerischer Journalist und SchriftstellerKamel Daoud (* 1970)

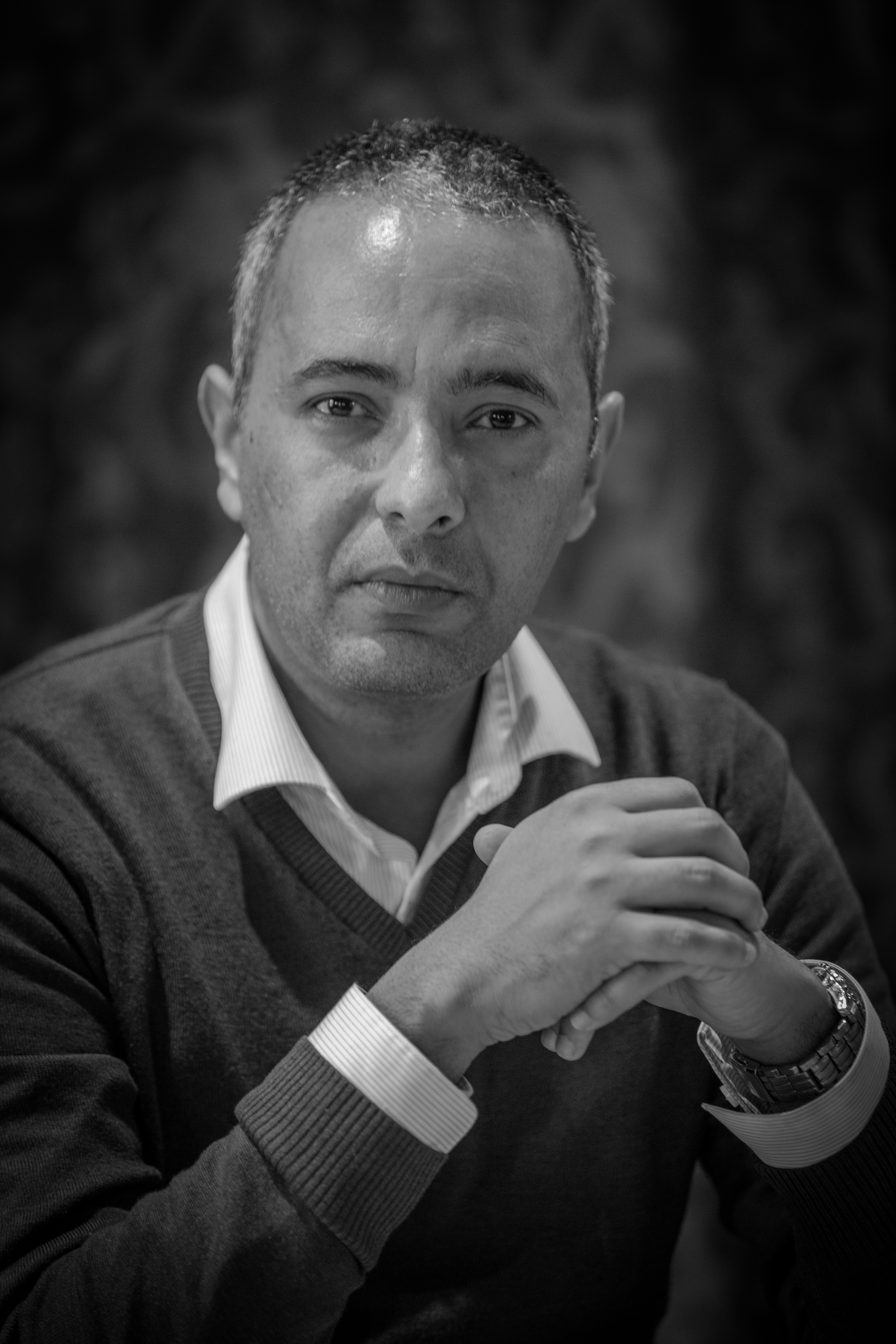
Kamel Daoud (* 1970)

- Daoud, Muhammad (1914–1972), jordanischer Politiker und Brigadegeneral
- Daoud, Omar (1983–2018), libyscher Fußballspieler
- Daoud, Zakya (* 1937), französisch-marokkanische Schriftstellerin
- Daouda, Abdou (1959–2009), nigrischer Politiker
- Daouda, Kamilou (* 1987), nigrischer Fußballspieler
- Daouda, Kassaly (* 1983), nigrischer Fußballtorhüter
- Daouda, Rabiou Galadima, Innenminister und Mitglied der Präsidentschaftsbewegung Nigers
- Daoudi, Stéphane (* 1971), französischer Autorennfahrer
- Daoudou M’Sa, Nasser (* 1998), französischer Fußballspieler
- Daoudou, Mohamed (* 1973), komorischer Politiker
- Daouel, Akoli (* 1937), nigrischer Politiker, Journalist und Unternehmer
- Daouk, Ahmed (1892–1979), libanesischer Politiker (Großlibanon)
- Daoust, Dan (* 1960), kanadischer Eishockeyspieler und -trainer
- Daoust, Jean-Michel (* 1983), kanadischer Eishockeyspieler
- Daoust, Lise (* 1950), kanadische Flötistin und Musikpädagogin
- Daoust, Mélodie (* 1992), kanadische Eishockeyspielerin
- Daoust, Nathalie (* 1977), kanadische Fotografin
- Daoust, Yves (* 1946), kanadischer Komponist